# Municipio de Everett (condado de Burt)
El municipio de Everett (en inglés: Everett Township) es un municipio ubicado en el condado de Burt en el estado estadounidense de Nebraska. En el año 2010 tenía una población de 981 habitantes y una densidad poblacional de 11,55 personas por km².

## Geografía
El municipio de Everett se encuentra ubicado en las coordenadas 41°57′48″N 96°29′59″O / 41.96333, -96.49972. Según la Oficina del Censo de los Estados Unidos, el municipio tiene una superficie total de 84.96 km², de la cual 83,46 km² corresponden a tierra firme y (1,77 %) 1,5 km² es agua.

## Demografía
Según el censo de 2010, había 981 personas residiendo en el municipio de Everett. La densidad de población era de 11,55 hab./km². De los 981 habitantes, el municipio de Everett estaba compuesto por el 97,15 % blancos, el 0,1 % eran afroamericanos, el 0,82 % eran amerindios, el 0,2 % eran isleños del Pacífico, el 1,12 % eran de otras razas y el 0,61 % eran de una mezcla de razas. Del total de la población el 2,75 % eran hispanos o latinos de cualquier raza.